# Kasama (Ibaraki)
 Kasama (笠間市  Kasama-shi?) es una ciudad  situada en la Prefectura de Ibaraki, en Japón.
Al 1 de diciembre de 2013, la ciudad tenía una población de 77.663 habitantes y una densidad poblacional de 323 personas por km².  La superficie total es de 240,27 km².

## Creación de la ciudad
Kasama logró oficialmente el estatus de ciudad el 1 de agosto de 1958, después de que se fusionaron los municipios de Kasama (笠間町 Kasama-machi) y Inada (稲田町 Inada-machi). El 19 de marzo de 2006, Kasama absorbe los pueblos de Tomobe (友部町 Tomobe-machi) y Iwama (岩間町 Iwama-machi) pertenecientes al Distrito de Nishiibaraki (西茨城郡 Nishiibaraki-gun). El ayuntamiento principal se encuentra en Tomobe, dado que se ha convertido en el centro administrativo de la nueva ciudad, ya que es más poblada que la antigua Kasama.

## Geografía
El nombre Kasama significa "dentro del sombrero de paja" (笠 kasa - sombrero de paja de arroz, 間 ma - dentro / interior). El centro de la ciudad está conectada por varios pueblos pequeños, en la forma en que el punto central de un sombrero de paja con el apoyo del ala, de ahí el nombre . También, Kasama está rodeado de montañas por todos lados, por lo que geográficamente hablando, la ciudad se asemeja a un sombrero de paja al revés.
Kasama, se encuentra ubicada en la parte central de la Prefectura de Ibaraki,  hace frontera con la Prefectura de Tochigi, y está situada a unos 105 km al norte de la metrópoli de Tokio.
La ciudad limita al norte con  Shirosato; al este con Mito e Ibaraki; al sureste con Omitama; al sur con Ishioka; al oeste  con Sakuragawa, y al noroeste con población de Motegi perteneciente a la Prefectura de Tochigi.

## Historia
Kasama fue un castillo pueblo, durante el período Edo (1603-1868), y una localidad santuario de Kasama Inari Shrine en el período Meiji (1868-1912).
Esta es una ciudad relativamente pequeña que tiene amplia historia cultural.

## Museos y Arte
La explotación de canteras de piedra es su actividad principal. La zona de Inada (稲田) es famosa por su piedra mikage (御影石 mikage ishi), conocida como Inada mikage (稲田御影) que se utiliza en Japón. Planos y vistas satelitales: 36°22′47.5″N 140°11′15.5″E / 36.379861, 140.187639. Se puede ver este tipo de piedra en la plaza del Santuario Meiji en Tokio.
Utensilios para la ceremonia del té, floreros y recipientes de sake, que se llaman Cerámica Kasama, se producen en esta localidad.  Kasama ha sido popular por su cerámica, más conocida como kasama-yaki (笠間焼). Es de color marrón rojizo, con un esmalte negro. Hasta no hace mucho tiempo, kasama-yaki se utilizaba para hacer los utensilios de uso diario, como grandes ollas. La alfarería de Kasama tiene una historia, que se conecta con la cerámica de las inmediaciones, la llamada mashiko-yaki (益子焼) de la Prefectura de Tochigi.
La moderna kasama-yaki se hace en casi cualquier estilo y color, desde vajillas y utensilios de cocina, hasta obras de arte. Se destaca por su buena calidad, y por lo tanto Kasama es uno de los centros artísticos más importantes de la Región de Kantō. 
La ciudad también alberga el Museo de arte cerámico de Ibaraki (茨城県陶芸美術館) en  el Parque de Bosque de Arte de Kasama, que muestra obras de tesoros japoneses. Incluye artistas como Itaya Hazan (板谷波山) y Matsui Kosei (松井康成) .
La casa del calígrafo y ceramista Kitaoji Rosanjin (北大路 鲁山人), se ha convertido en un hermoso museo.
Cuenta con un museo de arte moderno, el Museo de arte Nichidō de Kasama (笠間日動美術館), que se inauguró el 11 de noviembre de 1972. Museo con una amplia gama de obras de los impresionistas y pintores que han tenido influencia en los modernos artistas japoneses, de una serie de artistas de talla internacional como Edgar Degas, Vincent van Gogh y Andy Warhol. 
La población anexada de Iwama es conocida por haber sido la residencia de Morihei Ueshiba, fundador del arte marcial Aikido, a partir de 1942 hasta su muerte. 
El popular cantante y compositor Kyū Sakamoto también vivió en Kasama, en la niñez. Dos veces al día, campanadas anuncian el tiempo con música de sus canciones. Su canción  Sukiyaki / Ue o muite Arukō también se escucha en la estación del tren de Tomobe anunciando las salidas.
El Santuario Kasama Inari (笠間稲荷神社) es otro monumento de la ciudad. Es uno de los tres famosos santuarios de Inari en Japón. En el centro de la ciudad y allí mismo, se celebran festivales (Matsuri).
En la cima del cercano monte Sashiro (佐白山) se encuentran las ruinas del Castillo Kasama (笠間城), que fue derribado durante la Restauración Meiji, y sólo la base de piedra y un pequeño santuario permanecen. La torre de vigilancia se trasladó a los terrenos del templo Shinjō-ji (真浄寺) y se asienta sobre una colina con vista a la sala principal del templo.
En el barrio Inada (稲田), está ubicado el templo Sainen-ji (西念寺), que fue fundada por el sacerdote Shinran (親鸞).

## Transporte
Por la Ruta Nacional 50 al este se comunica con la capital de la prefectura, la ciudad de Mito. Tomando la Ruta Nacional 355 y empalmando con la Ruta Nacional 6 con destino al sur, se comunica con la metrópoli de Tokio. 
Por autopista para desplazarse a Tokio, por las entradas “Tomobe Sumāto IC” o por “Iwama IC” en la misma ciudad de Kasama, se debe tomar la “Jōban Expressway” en dirección sur.
Por vía férrea dispone de la “Línea Mito” y/o de la "Línea Jōban” viajando al este, para desplazarse a Mito. Para desplazarse a Tokio por tren, se debe tomar la "Línea Jōban” con destino al sur.

## Galería de imágenes

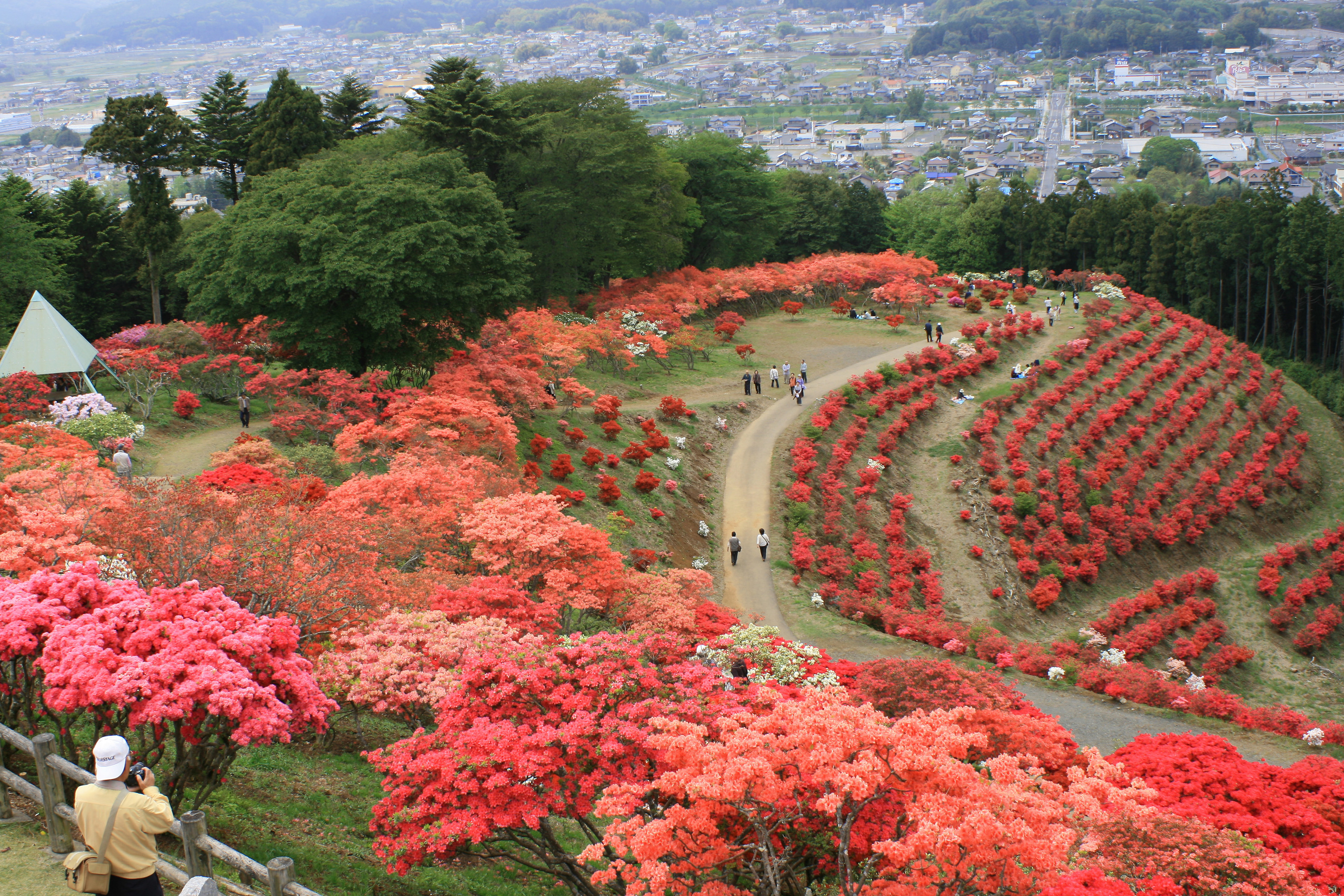
Parque Tsutsuji (Flores de Azalea).
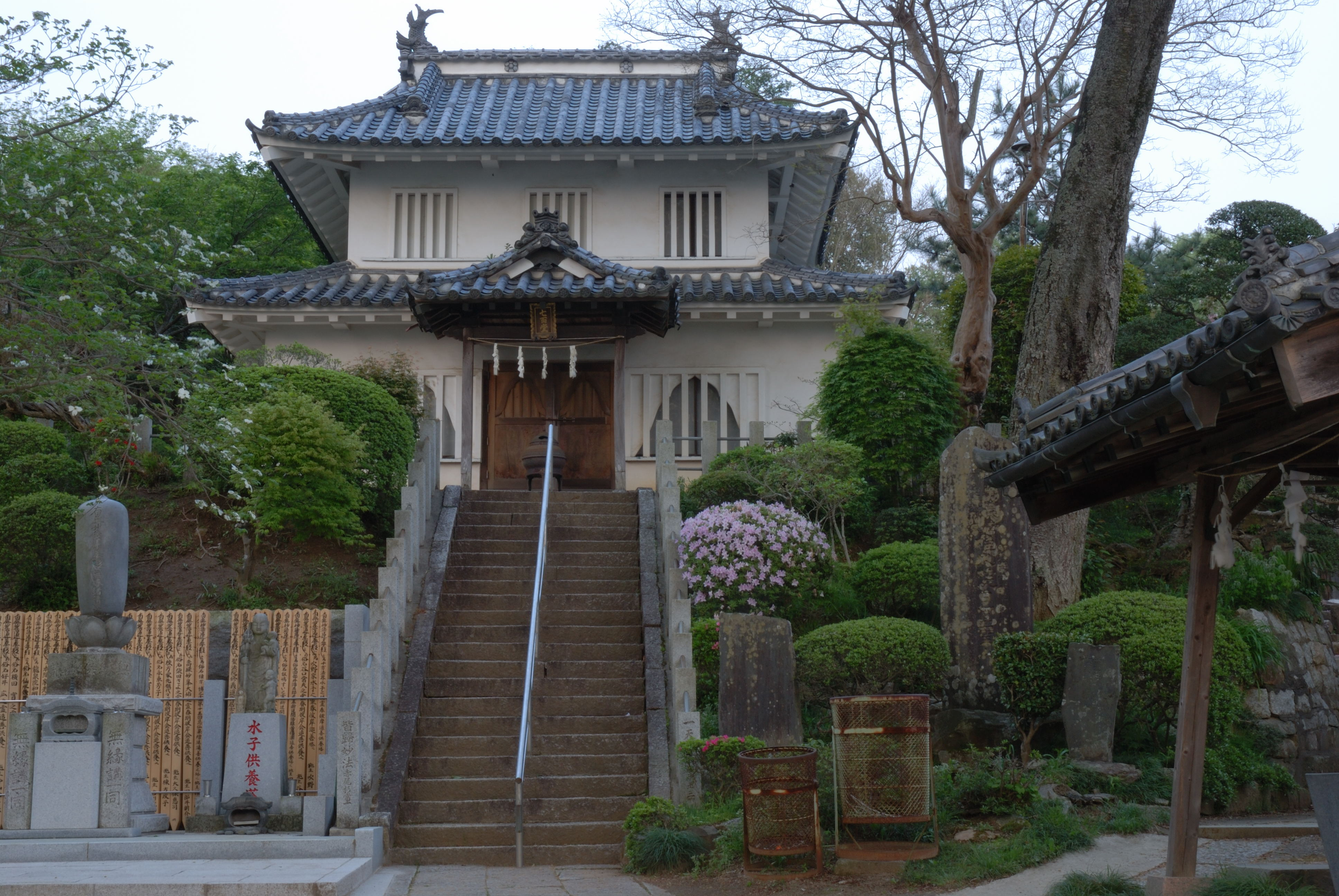
Torre del Castillo Kasama en terrenos del templo Shinjō-ji.
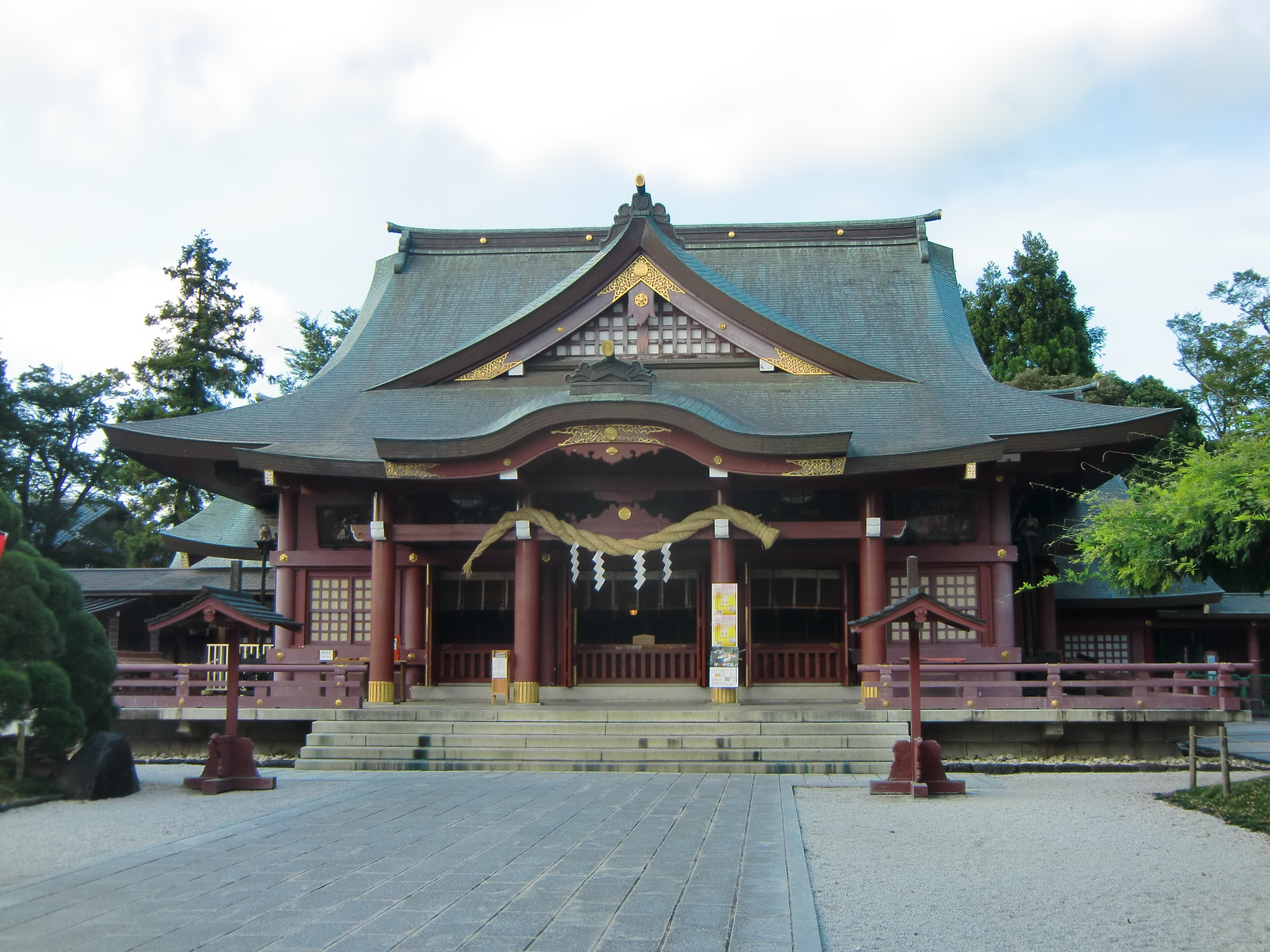
Santuario Kasama Inari.
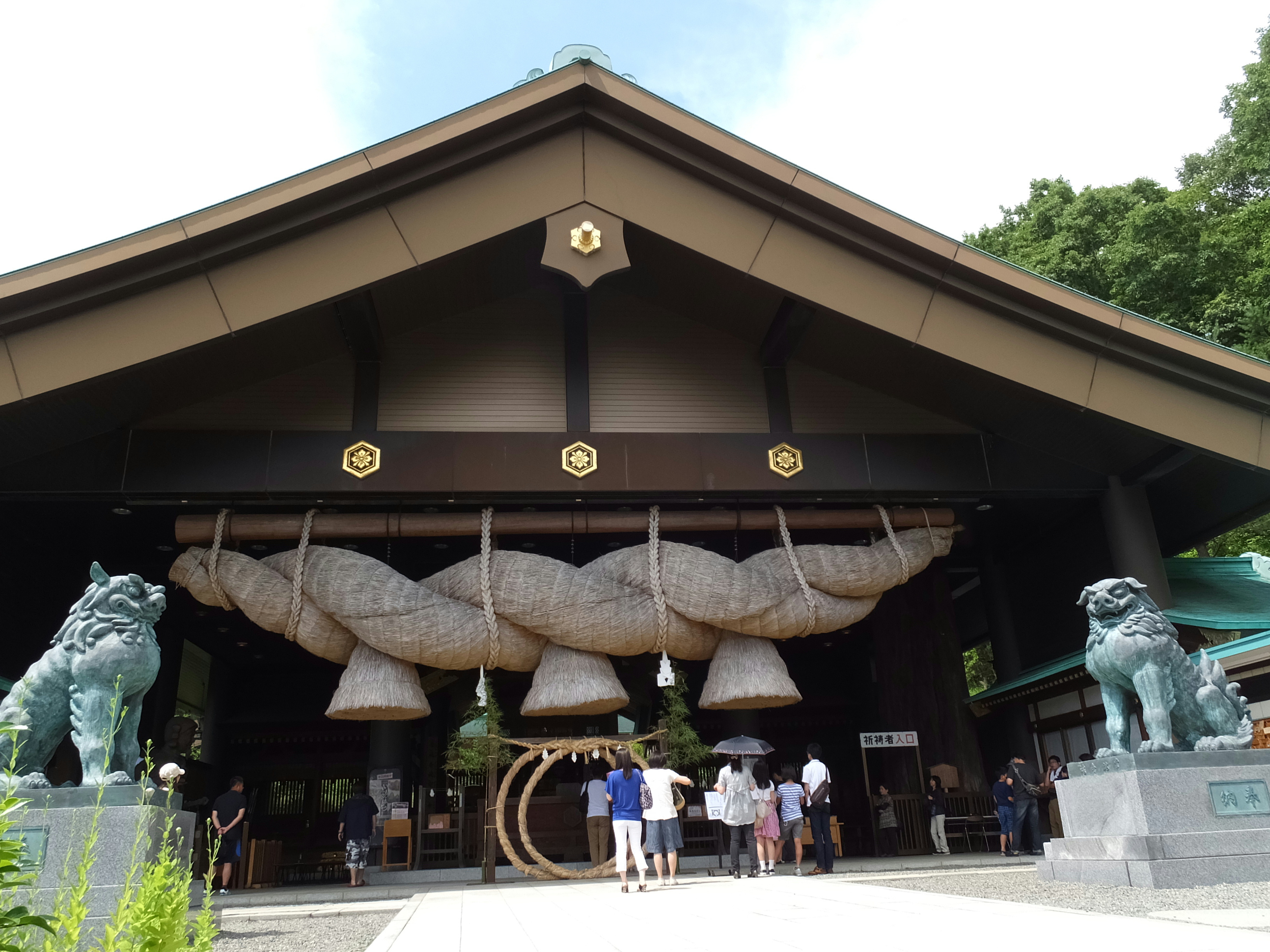
Santuario Izumo Taisha.
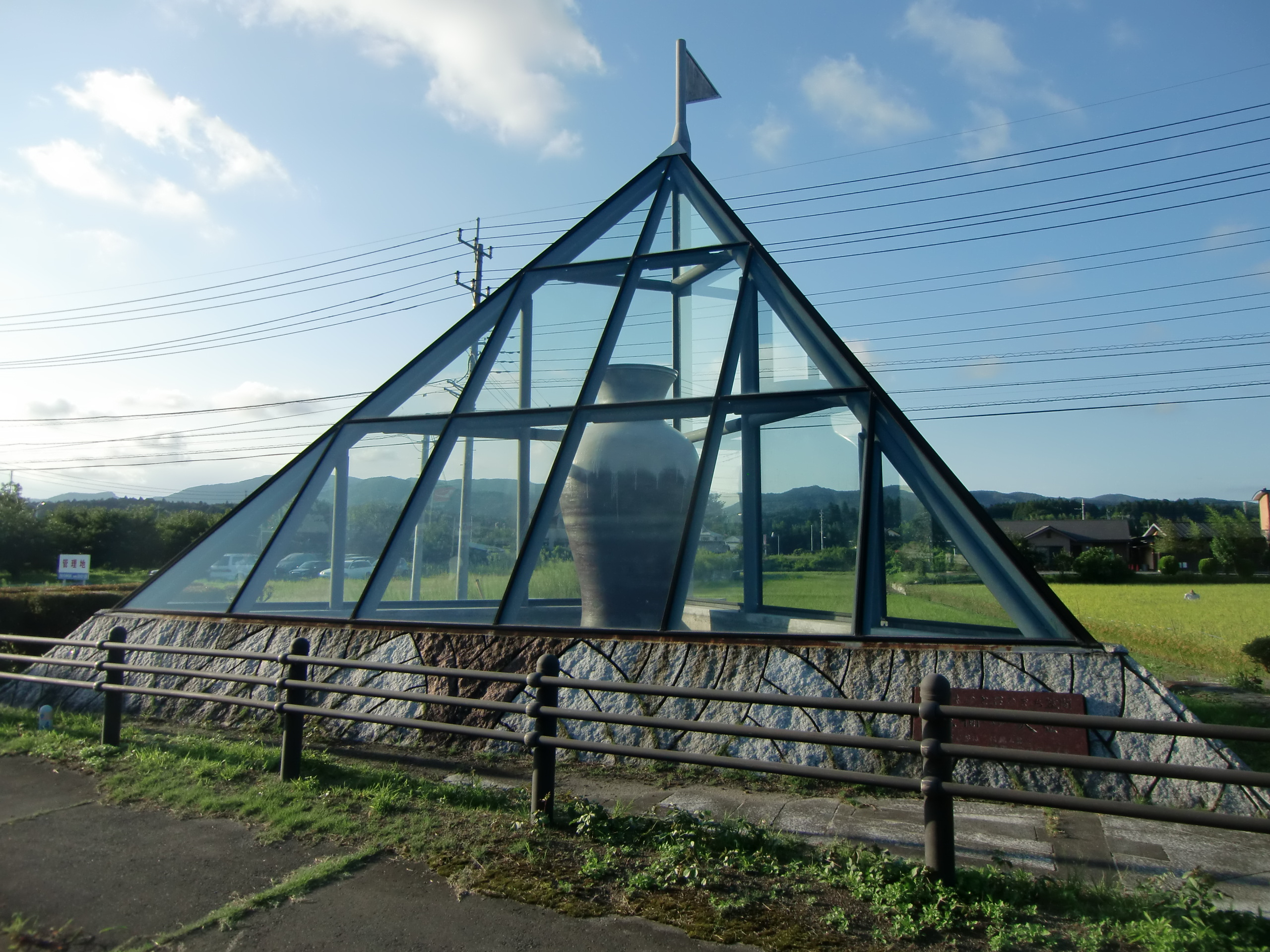
Cerámica Kasama en Kasama.
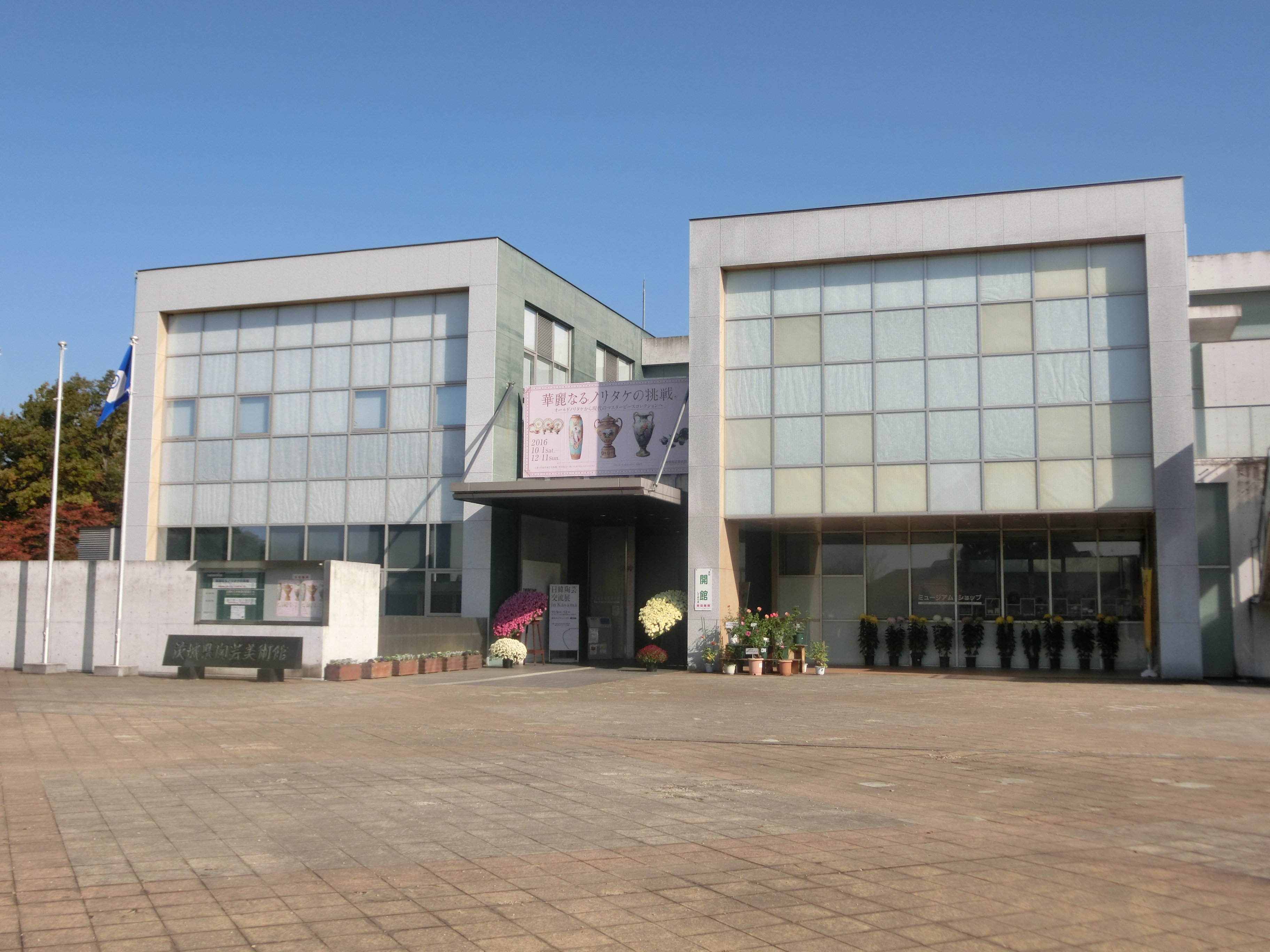
Museo de arte cerámico de Ibaraki.